# Кондузла (приток Боровки)
Кондузла — река в России, протекает по Оренбургской области. Устье реки находится в 77 км по правому берегу реки Боровка. Длина реки составляет 34 км, площадь водосборного бассейна — 312 км².

## Данные водного реестра
По данным государственного водного реестра России, Кондузла относится к Нижневолжскому бассейновому округу. Водохозяйственный участок реки — Самара от водомерного поста у села Елшанка до города Самара (выше города), без реки Большой Кинель. Речной бассейн Кондузлы — Волга от верховий Куйбышевского водохранилища до впадения в Каспий.
Код объекта в государственном водном реестре — 11010001112112100007460.